# Competitiestructuur van het Belgisch voetbal
De competitiestructuur van het Belgisch voetbal bestaat uit een aantal reeksen voor voetbalclubs in België. De competities worden ingericht door de KBVB, Voetbal Vlaanderen(VV) en de ACFF. Naast deze competities van de KBVB bestaan ook kleinere, totaal onafhankelijke competities voor amateurclubs bij andere voetbalbonden.

## Structuur
Vanaf 2016-2017 worden drie niveaus of klassen met nationale reeksen georganiseerd. De competities in eerste klasse A en eerste klasse B worden georganiseerd door de KBVB, de Belgische voetbalbond. De competitie in eerste klasse amateurs wordt georganiseerd door de KBVB in samenwerking met het Nederlandstalige VV en de Franstalige ACFF. Vanaf tweede klasse amateurs zijn de competities opgesplitst tussen de Nederlandstalige clubs en de Franstalige clubs en worden ze door de bond van die taalgemeenschap georganiseerd. Er zijn twee niveaus waarop regionaal wordt gevoetbald. 
Daaronder bevinden zich provinciale reeksen, waarbij elke provincie opnieuw een aantal reeksen in verschillende niveaus telt. In de Nederlandstalige provincies worden deze competities georganiseerd door Voetbal Vlaanderen en in de Franstalige door het ACFF. De voetbalprovincie Brabant was een speciaal geval, waar enkele competities (eerste provinciale bij de mannen en bij de vrouwen, de Iris League bij de jeugd en het bekertornooi Group S-Cup) nog enkele jaren over de gehele voetbalprovincie werden gehouden. De lagere provinciale reeksen bij de mannen en de jeugd worden opgesplitst volgens taal: clubs uit het Brussels Hoofdstedelijk Gewest moeten hierbij kiezen of ze zich aansluiten bij Voetbal Vlaanderen of de ACFF. Clubs uit de Duitstalige Gemeenschap kunnen zich als ze dat willen ook aansluiten bij de ACFF.
Het volgende overzicht toont de verschillende reeksen. Op het einde van een voetbalseizoen kunnen teams één niveau hoger promoveren, of één niveau degraderen. Normaal gezien verdient de kampioen van een reeks een rechtstreekse promotie naar een hogere klasse. Soms worden er echter licentievoorwaarden opgelegd. Enkele andere teams kunnen een plaats in een eindronde verdienen om uit te maken of een team kan promoveren (of een degradatie vermijden). Telkens wordt aangegeven hoeveel clubs elke reeks normaal gezien telt, hoewel daar soms een uitzondering kan optreden. Wanneer in een niveau meerdere reeksen naast elkaar bestaan, worden de clubs binnen hun taalgebied afhankelijk van geografische ligging verdeeld over de reeksen.

### Mannen
| Niveau |                 |             | Klasse                                                  | Klasse                                                  | Klasse                                                  | Klasse                                                  |
| ------ | --------------- | ----------- | ------------------------------------------------------- | ------------------------------------------------------- | ------------------------------------------------------- | ------------------------------------------------------- |
| 1      | Profvoetbal     | Nationaal   | Eerste klasse A 16 clubs                                | Eerste klasse A 16 clubs                                | Eerste klasse A 16 clubs                                | Eerste klasse A 16 clubs                                |
| 2      | Profvoetbal     | Nationaal   | Eerste klasse B 16 clubs                                | Eerste klasse B 16 clubs                                | Eerste klasse B 16 clubs                                | Eerste klasse B 16 clubs                                |
| 3      | Amateur Voetbal | Regionaal   | Eerste nationale VV 16 clubs                            | Eerste nationale VV 16 clubs                            | Eerste nationale ACFF 12 clubs                          | Eerste nationale ACFF 12 clubs                          |
| 4      | Amateur Voetbal | Regionaal   | Tweede afdeling VV A 16 clubs                           | Tweede afdeling VV B 16 clubs                           | Tweede afdeling ACFF 18 clubs                           | Tweede afdeling ACFF 18 clubs                           |
| 5      | Amateur Voetbal | Regionaal   | Derde afdeling VV A 16 clubs                            | Derde afdeling VV B 16 clubs                            | Derde afdeling ACFF A 16 clubs                          | Derde afdeling ACFF B 16 clubs                          |
| 6+     | Amateur Voetbal | Provinciaal | Provinciaal amateurvoetbal Opgedeeld in tien provincies | Provinciaal amateurvoetbal Opgedeeld in tien provincies | Provinciaal amateurvoetbal Opgedeeld in tien provincies | Provinciaal amateurvoetbal Opgedeeld in tien provincies |

### Vrouwen
| Niveau |                 |             | Klasse                                                  | Klasse                                                  | Klasse                                                  | Klasse |
| ------ | --------------- | ----------- | ------------------------------------------------------- | ------------------------------------------------------- | ------------------------------------------------------- | ------ |
| 1      | Profvoetbal     | Nationaal   | Super League 8 clubs                                    | Super League 8 clubs                                    | Super League 8 clubs                                    |        |
| 2      | Amateur Voetbal | Nationaal   | Eerste klasse 16 clubs                                  | Eerste klasse 16 clubs                                  | Eerste klasse 16 clubs                                  |        |
| 3      | Amateur Voetbal | Nationaal   | Tweede klasse VV A 12 clubs                             | Tweede klasse VV B 12 clubs                             | Tweede klasse ACFF 12 clubs                             |        |
| 4+     | Amateur Voetbal | Provinciaal | Provinciaal amateurvoetbal Opgedeeld in tien provincies | Provinciaal amateurvoetbal Opgedeeld in tien provincies | Provinciaal amateurvoetbal Opgedeeld in tien provincies |        |

## Geschiedenis
In de loop van de geschiedenis is de competitiestructuur verschillende malen aangepast of uitgebreid.

### 1895
De eerste competitie werd ingericht in 1895. De eerste jaren bestond de hoogste afdeling of "Coupe de Championnat" uit een 5 à 7-tal teams in één nationale reeks. Gauw werd ook een tweede niveau ingericht. Deze "Eerste Afdeeling" bestond de eerste jaren uit regionale voorronden, waarna de beste teams een eindronde speelden om de uiteindelijke winnaar te bepalen. Afhankelijk van deelnemende teams varieerde de regio-indeling en structuur van de eindronde meestal door de jaren. Een Brabantse reeks en een Luikse reeks, de winnaars speelden een finale met heen- en terugmatch.

### 1898
In 1898 bestonden twee reeksen op het hoogste niveau. Eén reeks telde vijf teams uit Antwerpen, Brabant, Luik en Limburg. De andere reeks teams uit Oost- en West-Vlaanderen. Twee finalematchen beslisten over de winnaar. Daaronder bestond een "Afdeeling II" met een Brabantse en Luikse reeks, de winnaars speelden een finale om te beslissen wie winnaar in de eerste divisie zou worden. Hetzelfde systeem werd in 1899/90 gebruikt, deze keer streden in de eerste divisie vier teams, die zich kwalificeerden uit de tweede afdeling, voor de titel op het tweede niveau.

### 1900
In 1900/01 werd opnieuw één enkele reeks ingericht voor de landstitel, de "Eere Afdeeling", waarin negen teams uit heel het land aantraden. Daaronder bevatte de "Eerste Afdeeling" een reeks uit Antwerpen, Brabant, Luik, Namen en Vlaanderen; het aantal teams varieerde naargelang het aantal ploegen uit de regio. Zes teams speelden via rechtstreeks uitschakelen voor de eerste-divisietitel.

### 1901
In 1901/02 werd de "Eere Afdeeling" weer opgesplitst in een A- en B- reeks, de eerste twee uit elke reeks beslisten via een eindronde over de landstitel. De "Eerste Afdeeling" bestond uit een eindronde van vier teams die zich uit de naar regio ingedeelde "Afdeeling II" hadden geplaatst. In 1903/04 telde deze eindronde in "Eerste Afdeling" vijf teams.

### 1904
In 1904/05 werden opnieuw alle ploegen in de hoogste afdeling in één enkele reeks "Eere Afdeeling" verzameld. Vanaf 1908 zouden 12 clubs in deze afdeling spelen. Het systeem van het onderliggend niveau bleef gelijk. In 1907 plaatsen zich 8 teams uit "Afdeeling II" voor de "Eerste Afdeeling", het jaar erop 9. Uiteindelijk ontstond zo voor de "Eerste Afdeeling" een volwaardig competitie met een 12-tal clubs. Daaronder bestonden provinciale niveaus. In 1921 zouden beide klassen tot 14 clubs worden uitgebreid.

### 1923
In 1923 splitste men de tweede klasse op in twee reeksen: "Eerste Afdeling A" en "Eerste Afdeling B", elk telden 14 teams. Een play-off tussen beide winnaars besliste de kampioen in deze tweede afdeling.

### 1926
In 1926 werden beide tweede-klassereeksen weer samengevoegd, en speelde men weer volgens het oude systeem met een "Eere Afdeeling" en een "Eerste Afdeeling" van beide 14 teams. Hieronder werd een derde klasse of bevorderingsniveau ingericht, met een A-, B- en C-reeks. De drie winnaars van deze "Tweede Afdeeling" promoveerden naar de "Eerste Afdeeling".

### 1931
Tegen 1931 was het aantal clubs opnieuw toegenomen. Opnieuw werd de "Eerste Afdeeling" in een A- en B- reeks met 14 clubs opgesplitst. Ook aan de "Tweede Afdeeling" werd een D-reeks toegevoegd. In de Tweede Wereldoorlog werd in 1939/40 en 1944/45 de competitie niet afgewerkt. In 1940/41 werd een niet-officiële competitie ingericht met twee reeksen "Ere Afdeling", waarvan de top vier uit de A- en B-reeks zich plaatste voor de kwartfinales van een play-off. In 1942/43 breidde men alle reeksen uit tot 16 teams, in "Eerste Afdeling B" speelden slechts 15 teams. Na de oorlog speelden al 19 teams in de "Ere Afdeling", 17 in "Eerste Afdeling A" en 18 in "Eerste Afdeling B", het jaar erop 17 in deze B-reeks. In 1947 herleidde men dit weer tot het systeem van 16 teams in elke reeks.

### 1952
Vanaf 1952-1953 kreeg de competitie de onderstaande structuur, die geldig bleef tot 2015-2016. Het hoogste niveau, "Eerste Afdeling" en tweede niveau "Tweede Afdeling" telden elk één reeks met 16 teams. De "Derde Afdeling" telde twee reeksen met 16 teams, een "Vierde Afdeling" of bevorderingsreeks werd opgericht, met reeksen A, B, C en D. De winnaar uit elke reeks promoveerde naar een hogere reeks, in de tweede klasse promoveerde ook de tweede in de eindrangschikking automatisch mee. De laatste twee teams zakten een niveau.
| Niveau | Klasse                                                                  | Klasse                                                                  | Klasse                                                                  | Klasse                                                                  |
| ------ | ----------------------------------------------------------------------- | ----------------------------------------------------------------------- | ----------------------------------------------------------------------- | ----------------------------------------------------------------------- |
| 1      | Eerste Klasse 16 clubs                                                  | Eerste Klasse 16 clubs                                                  | Eerste Klasse 16 clubs                                                  | Eerste Klasse 16 clubs                                                  |
| 2      | Tweede Klasse 16 clubs                                                  | Tweede Klasse 16 clubs                                                  | Tweede Klasse 16 clubs                                                  | Tweede Klasse 16 clubs                                                  |
| 3      | Derde Klasse A 16 clubs                                                 | Derde Klasse A 16 clubs                                                 | Derde Klasse B 16 clubs                                                 | Derde Klasse B 16 clubs                                                 |
| 4      | Vierde Klasse A (Bevordering A) 16 clubs                                | Vierde Klasse B (Bevordering B) 16 clubs                                | Vierde Klasse C (Bevordering C) 16 clubs                                | Vierde Klasse D (Bevordering D) 16 clubs                                |
| 5+     | Verschillende niveaus Provinciale reeksen Opgedeeld in negen provincies | Verschillende niveaus Provinciale reeksen Opgedeeld in negen provincies | Verschillende niveaus Provinciale reeksen Opgedeeld in negen provincies | Verschillende niveaus Provinciale reeksen Opgedeeld in negen provincies |

### 1973
In 1973/74 richtte men een eindronde in. De laatste twee teams uit Eerste Klasse speelden in een mini-competitie (elk 6 matchen) tegen de nummers vier en vijf uit de Tweede Klasse, de twee winnaars zouden mogen uitkomen in Eerste, de verliezers in Tweede. De nummers één, twee en drie promoveerden dat jaar rechtstreeks, omdat men in 1974 met 20 teams in de Eerste Afdeling van start zou gaan. Sporting Charleroi dat toen 14de en op twee na laatste was geëindigd in de Tweede Klasse werd ook uitgekozen om naar Eerste Klasse te mogen. In 1974/75 telde de Eerste Klasse dus 20 teams. In Tweede speelde men een eindronde tussen de nummers 2 t.e.m. 5 om het tweede promoverend team te bepalen. De competitie-uitbreiding werd echter gauw teruggeschroefd, in 1975 speelden slechts 19 teams in Eerste, in 1976 werd het teruggebracht tot 18. Het systeem van de eindrondes in Tweede bleef behouden. Daarin speelden telkens vier clubs: de periodekampioenen, aangevuld met de beste teams uit de eindrangschikking.

### 1993
In 1993 werd in Tweede Klasse het driepuntensysteem ingevoerd. Vanaf 1994 zou men het aantal teams in Tweede eveneens optrekken tot 18, in 1993/94 werd zo in Derde Klasse een play-off gespeeld tussen acht derdeklassers (vier uit elke reeks) om een derde promoverend team te bepalen. De twee voorlaatst geplaatste teams speelden eveneens een play-off. Ook in Vierde Klasse werden gelijkaardige eindrondes gespeeld. In 1994 speelden dus 18 teams in Tweede. Uit elk van beide reeksen uit Derde Klasse speelden drie teams een eindronde. In de halve finale werd aan de drie winnaars van de eerste ronde ook het op twee na laatste team uit Tweede Klasse toegevoegd. De uiteindelijke winnaar van deze eindrondewinnaar zou promoveren naar Tweede (of zijn plaats in Tweede redden), de rest bleef in Derde (of degradeerde naar Derde). Tussen Derde en Vierde klasse werd een gelijkaardige eindronde ingericht. Het op drie na laatste team uit elke Bevorderingsreeks moest zijn plaats in play-offs met een provinciaal team verdedigen. In 1995 werd ook in de andere klassen het driepuntensysteem ingevoerd.

### 2009
In maart 2008 kwamen de eersteklassers tot een akkoord om een competitiehervorming door te voeren vanaf het seizoen 2009/10. Bij deze hervorming werd het aantal clubs in de hoogste afdeling weer teruggebracht naar zestien. Na dertig speeldagen werden er op basis van de eindrangschikking play-offs gespeeld: de eerste zes ploegen speelden tien extra wedstrijden met als inzet de titel en plaatsing voor de Europese bekercompetities. De winnaar van play-off B (tussen de nummers zeven en veertien) speelde een barragematch tegen de vierde of de vijfde uit de eindstand, met inzet het laatste ticket voor de UEFA Cup, afhankelijk van wie er bekerwinnaar wordt.
Eind 2010 werd in een stemming met meerderheid gekozen om in 2011 zonder de play-offs verder te gaan: vooral de kleinere ploegen waren tegen de play-offs. Op 25 februari 2011 werd dit herroepen en werd toch weer voor het behoud van zestien clubs en play-offs gekozen. Enkele clubs wilden bovendien een controversiële degradatieregeling die met de laatste drie seizoenen zou rekening houden, maar dit bleek strijdig met internationale regels.

### 2016
Na het seizoen 2015/16 werd het Belgische voetballandschap helemaal omgegooid: er werd gekozen voor een scheiding van profvoetbal (de bovenste twee reeksen) en amateurvoetbal. De tweede klasse werd afgeschaft en vervangen door eerste klasse B (1B), die uit slechts acht ploegen bestond. Daardoor degradeerden tien ploegen naar het amateurvoetbal. Het hoogste amateurniveau, de derde klasse, heet sindsdien Eerste nationale. Deze nieuwe competitiehervorming hield ook in dat drie clubs uit eerste klasse B zich plaatsen voor de play-offs van eerste klasse A (1A).
Onder deze drie nationale reeksen werden de derde en vierde klasse opgedeeld volgens taalgemeenschap en werden respectievelijk Tweede afdeling en Derde afdeling. Aan de opzet van de provinciale reeksen veranderde niets, maar door deze hervorming werd eerste provinciale niveau zes in de voetbalpiramide in plaats van niveau vijf.
Er bestaat al langere tijd kritiek op het play-offsysteem dat wordt gehanteerd in 1A en 1B. In de zomer van 2019 werd een competitiehervorming met één profreeks van twintig clubs nog afgewezen op de Algemene Vergadering van de Pro League. Dit competitieformat kwam slechts twee stemmen te kort. Vanwege de coronacrisis kon de competitie van 2019/20 niet worden afgemaakt, waardoor een competitiehervorming opnieuw de kop op stak. In combinatie met de verweigering van maar liefst zeven licenties van profclubs kwam men voor de vraag te staan of België wel plaats heeft voor 24 profclubs. Uiteindelijk werd er besloten om geen degradant aan te duiden, ook promoveerden er twee ploegen uit 1B. Zo ging het nieuwe seizoen uitzonderlijk van start met 18 ploegen. Na drie seizoenen werd het format naar aanleiding van het 2023/24 seizen opnieuw omgevormd naar 16 ploegen met Play-off 1, 2 en 3.

### 2024
Sinds het seizoen 2024/25 is er een extra competitie toegevoegd aan de voetbalpiramide. In de Eerste nationale werden de teams uit VV en ACFF gesplitst in twee aparte reeksen. De VV-reeks bestaat uit 16 teams en de ACFF-reeks bestaat uit 12 teams.